# Синхронное плавание на летней Универсиаде 2013 — парный разряд
Соревнования по синхронному плаванию в парном разряде (дуэты) на XXVII Всемирной Летней Универсиаде прошли 7 и 8 июля.

## Формат
Соревнования в парном разряде состоят из двух этапов:
- Предварительный раунд: включает в себя техническую и произвольную программу;
- Финал: включает в себя только произвольную программу.

## Призёры
| Золото                                         | Серебро                        | Бронза                              |
| Россия Светлана Колесниченко Светлана Ромашина | Япония Юкико Инуи Рисако Мицуи | Италия Костанца Ферро Линда Черрути |

## Результаты
| Место | Команда        | Предварительный раунд | Предварительный раунд | Предварительный раунд | Предварительный раунд | Предварительный раунд | Финал        | Финал |
| Место | Команда        | Техническая           | Произвольная          | Сумма                 | Штраф                 | Место                 | Произвольная | Место |
| ----- | -------------- | --------------------- | --------------------- | --------------------- | --------------------- | --------------------- | ------------ | ----- |
| 1     | Россия         | 48,400                | 48,800                | 97,200                | —                     | 1                     |              |       |
| 2     | Япония         | 45,500                | 46,100                | 91,600                | —                     | 2                     |              |       |
| 3     | Италия         | 44,000                | 44,500                | 88,500                | —                     | 3                     |              |       |
| 4     | США            | 42,800                | 42,800                | 85,600                | —                     | 4                     |              |       |
| 5     | Чехия          | 38,900                | 40,500                | 79,400                | —                     | 5                     |              |       |
| 6     | Венгрия        | 38,200                | 38,600                | 76,800                | —                     | 6                     |              |       |
| 7     | Турция         | 35,600                | 36,700                | 72,300                | —                     | 7                     |              |       |
| 8     | Новая Зеландия | 35,900                | 36,200                | 72,100                | —                     | 8                     |              |       |
| 9     | Болгария       | 34,400                | 34,900                | 69,300                | —                     | 9                     |              |       |